# Cegielnia (rejon nieświeski)
Cegielnia (biał. Цагельня, Cahielnia; ros. Цагельня, Cagielnia) – wieś na Białorusi, w obwodzie mińskim, w rejonie nieświeskim, w sielsowiecie Siejłowicze.

## Historia
W dwudziestoleciu międzywojennym zaścianek leżący w Polsce, w województwie nowogródzkim, w powiecie nieświeskim, do 1 października 1927 w gminie Lisuny, następnie w gminie Howiezna. W 1921 miejscowość liczyła 66 mieszkańców, zamieszkałych w 12 budynkach, wyłącznie Polaków. 56 mieszkańców było wyznania rzymskokatolickiego i 10 prawosławnego.
Cegielnia położona była wówczas przy granicy ze Związkiem Sowieckim. Przy zaścianku, na granicy z folwarkiem Żurawy (Żurawa), w latach 1925-1934 znajdowała się strażnica Korpusu Ochrony Pogranicza „Żurawy” (występująca także pod nazwami Cegielnia i Cegielnia I).
Po II wojnie światowej w granicach Związku Sowieckiego. Od 1991 w niepodległej Białorusi.